# 35号新泽西州州道
35号新泽西州州道（英語：New Jersey Route 35）是美国新泽西州的一条州级公路，主要是通过新泽西州最东部的德尔塞克斯县、蒙茅斯縣和海洋縣。